# Simon Rudmaš
Simon Rudmaš [símon rúdmaš], slovenski šolnik, pedagoški pisec, duhovnik, redovnik, benediktinec, učitelj, * 21. oktober 1795, Šentvid v Podjuni, Sveto rimsko cesarstvo (sedaj Avstrija), † 30. junij 1858, Celovec, Avstrijsko cesarstvo (sedaj Avstrija).
Rudmaš je bil cesarski kronski šolski svetnik in deželni nadzornik ljudskih šol na avstrijskem Koroškem.

## Življenje
Osnovno šolo je končal v Dobrli vasi leta 1808. Med letoma 1809 in 1815 je študiral na gimnaziji v Celovcu. Dve leti med 1815 in 1817 je študiral modroslovje na Univerzi v Gradcu. Leta 1817 je kot novic vstopil v benediktinski red v Šentpavlu in po desetih mesecih izstopil. Leta 1818 je nadaljeval teološki študij v duhovniški hiši v Celovcu. Septembra 1821 je bil v Šentandražu posvečen za mašnika. Med letom 1821 in februarjem 1827 je kot kaplan in beneficiar služil v Dobrli vasi, nekaj mesecev pa kot kaplan in katehet v Šentandražu. V obeh krajih je poučaval na tamkajšnjima osnovnima šolama.
Jeseni 1827 je postal nemški pridigar ter nato katehet in ravnatelj (okrajne) glavne šole v Celju. Tamkajšnjo šolo je leta 1828 iz trirazredne razširil na štirirazredno in je poleg deške ustanovil še posebno dekliško šolo. Ustanovil je glasbeno društvo kandidatov za učitelje. Z njim je veliko naredil za dvig in promocijo glasbe v deželi ter dal učiteljskim kandidatom sredstvo za izboljšanje materialnega položaja z glasbenim poukom. V Celju je ostal do leta 1839. 23. avgusta 1839 so ga izvolili za častnega meščana.
Avgusta 1839 so ga postavili za predstojnika in pripravljalnega učitelja cesarske kronske normalne glavne šole v Trstu, kjer je bil do konca leta 1850. Leta 1851 je odšel v Celovec kjer so ga imenovali za cesarskega kronskega šolskega svetnika in deželnega nadzornika ljudskih šol na avstrijskem Koroškem. Poleg tega je bil tudi nadzornik cesarske kronske višje realke v Celovcu, ki so jo ustanovili na njegovo pobudo in razširili v šestrazredno.

## Šolniško in pedagoško delo
Že v Celju je začel razmišljati o pisanju učnih knjig za učence in učitelje. Leta 1830 je v sodelovanju z Antonom Martinom Slomškom napisal in izdal Navod za nedeljske šole. Kako je potreba učiti? V Gradci 1830 (72 str.). To nepodpisano knjižico so pomotoma pripisovali Petru Musiju.
Še uspešneje je delal v tej smeri v Trstu. Tedanji tržaški guverner grof Franc Serafin Stadion (1806–1853) je bil naklonjen tudi razvoju nenemških avstrijskih narodov in tako se je Rudmašu posrečilo oskrbeti izdajo cele vrste dobrih slovenskih učnih knjig za osnovno šolstvo Trsta in slovenskega primorja. Od njih je po vsej priliki spisal sam vsaj naslednje: Abecedna tabla (1846); Napeljevanje iz glave poštevati, za pervi klas ljudskih šol (1846); Napeljevanje v računstvo, za 2. in 3. klas farnih in glavnih šol (1848). V prizadevanju, da bi teoretični študij pedagogike in metodike izpopolnil tudi ob živih vzorih, je odšel jeseni 1849 s svojima sodelavcema, katehetom Mihaelom Švabom in učiteljem na normalki Janezom N. Knoblom, na študijsko potovanje v Švico in Nemčijo. V Švici se je seznanil z delom in nazori znanega pedagoga Johanna Jacoba Wehrlija (1790–1855) in njegovim učiteljskim semeniščem v Kreuzlingenu ob Bodenskem jezeru, nato pa si je ogledal še več šol po Nemčiji (München, Augsburg, Schwabach, Bamberg, Leipzig). Potovanje in ureditev švicarskega in nemškega šolstva je obširno opisal in opisu dodal svoje predloge za preureditev slovenskega šolstva (Detovodsko potovanje v Kraiclingo na Švajcerskim). V Trstu je delal tudi na društvenem področju – kot podpredsednik (namestnik Ivana Vesela - Koseskega) in nato predsednik je poldrugo leto vodil Slavjansko društvo, sodeloval v njegovem glasilu Slavjanski rodoljub s pedagoškimi članki, po smrti Ivana Nepomuka Cerarja (1789–1849) je postavil na noge novo glasilo društva Jadranski Slavjan, podučivni list v raznih ljudstvu koristnih rečeh, leta 1850 je sam uredil vseh 6 številk in napisal zanj več obširnih poročil o delu društva, dve metodološki razpravi (Osnova pripravivnice narodnih učivnic, št. 2, str. 30–4; Slovenske šole. Njih učilno načinstvo ali osobita metodika, št. 4, str. 76–8) in že omenjeni opis študijske poti v Švico in Nemčijo. Pred odhodom iz Trsta je skušal dobiti za urednika društvenega lista Lovra Tomana, vendar se načrt zaradi gmotnih težav v društvu ni uresničil.
Kot nadzornik slovenskih in nemških šol v Celovcu je imel možnost še bolj razviti svojo delavnost. V njegovem času od leta 1851 do 1858 je imelo status slovenske šole približno dvajset koroških šol. Čeprav je veliko potoval, je v teh letih napisal in izdal: Kratko številoslovje alj navod: Kako učence iz glave rajtati učiti (SB 1851, ponatisnjeno Celovec, 1852), Anleitung zum Leseunterrichte ... (Celovec, 1852), Beiträge aus der allgemeinen Unterrichts- und Erziehungslehre zu dem in den k. k. oesterreichischen Schulen vorgeschriebenen Methodenbuche (Celovec, 1854). Leta 1854 je izšlo tudi Slomškovo Ponovilo potrebnih naukov za nedelske šole na kmetih, za katero je menda Rudmaš prispeval obširno poglavje Številoslovje (str. 373–423). S pedagoškimi članki je sodeloval tudi v Drobtinicah, Slovenskem prijatelju, Blätter für Erziehung und Unterricht (Salzburg) in Österreichischer Schulbote. Na mestu nadzornika ga je leta 1858 nasledil Luigi Cesare Pavissich (1823–1905).:156
Pospeševal je materialni razvoj osnovnega šolstva, skrbel za strokovno izobrazbo učiteljev in izboljšanje njihovega gmotnega položaja, podpiral je učiteljske pripravnike pri šolanju, v Celovcu je zanje ustanovil posebno ustanovo, kateri je poleg drugega naklonil dobiček od vseh svojih knjig, omogočil jim je študij glasbe ter kmetijstva in čebelarstva, ki ju je uvedel v osnovne šole na Koroškem. Strokovno se je ukvarjal največ z metodiko pouka branja in računstva. Delal je na jezikovno mešanem ozemlju in bil pravičen do vseh prebivalcev, a je ravno zato našel možnost in priliko, da je zelo podprl tudi razvoj slovenskega, do tedaj zapostavljenega šolstva na Štajerskem, Tržaškem in Koroškem. Temeljita pedagoška izobrazba in razgledanost po svetu sta ga usposobili, da je tudi v strokovnem, zlasti metodološkem pogledu dosegel velike uspehe, čeprav se je sicer gibal strogo v okvirih cerkvenih pogledov na vsebino in namen šolstva.
V prvih letih svojega službovanja na avstrijskem Koroškem je uspešno pomagal uvajati cepljenje proti črnim kozam. Med službovanjem v Celju se je trudil, da bi iz šolskih knjig odpravili dajnčico. Bil je med snovatelji Mohorjeve družbe in eden njenih najbolj delavnih prvih odbornikov.